# Abu Salem SC
El Abu Salem SC es un equipo de fútbol de Libia que juega en la Liga Premier de Libia, la primera categoría nacional.

## Historia
Fue fundado en el año 1976 en la capital Trípoli y desde su fundación sus colores son azul y amarillo.
Fue hasta la temporada 2018/19 que juegan por primera vez en la Liga Premier de Libia donde terminaron en sexto lugar del grupo B en una temporada que fue abandonada. En la temporada 2022/23 clasifican a la fase final del campeonato por primera vez, terminando en cuarto lugar.
Su primera aparición en un torneo internacional se dio en la Copa Confederación de la CAF 2023-24 donde fue eliminado en los cuartos de final por el RS Berkane de Marruecos.

## Participación en competiciones de la CAF
| Temporada | Torneo                       | Ronda            | Club                 | Casa | Visita | Global    |
| --------- | ---------------------------- | ---------------- | -------------------- | ---- | ------ | --------- |
| 2023/24   | Copa Confederación de la CAF | 1                | Olympique Béja       | 0-0  | 1-0    | 1-0       |
| 2023/24   | Copa Confederación de la CAF | 2                | KCCA FC              | 3-1  | 2-3    | 5-4       |
| 2023/24   | Copa Confederación de la CAF | Fase de grupos   | Zamalek SC           | 1-2  | 0-1    | 2.° lugar |
| 2023/24   | Copa Confederación de la CAF | Fase de grupos   | GD Sagrada Esperança | 1-0  | 0-3    | 2.° lugar |
| 2023/24   | Copa Confederación de la CAF | Fase de grupos   | Académie SOAR        | 2-0  | 2-0    | 2.° lugar |
| 2023/24   | Copa Confederación de la CAF | Cuartos de final | RS Berkane           | 0-0  | 2-3    | 2-3       |